# Bonyhád
Bonyhád est une ville et une commune du comitat de Tolna en Hongrie.

## Jumelages
La ville de Bonyhád est jumelée avec :
- Borsec (Roumanie) depuis 2013
- Hochheim am Main (Allemagne) depuis 2012
- Jastrowie (Pologne) depuis 2005
- Siculeni (Roumanie) depuis 2015
- Pančevo (Serbie) depuis 2010
- Tvrdošovce (Slovaquie) depuis 1998
- Treuchtlingen (Allemagne) depuis 1991
- Wernau (Allemagne) depuis 1989

## Personnalités
- Árpád Baróti (1991), joueur international hongrois de volley-ball, y est né.
- Lily Ebert (1923-2024), survivante hongroise de l'Holocauste, y est née.